# El Pinto
El Pinto är en ort i Mexiko.   Den ligger i kommunen Epitacio Huerta och delstaten Michoacán de Ocampo, i den sydöstra delen av landet, 150 km nordväst om huvudstaden Mexico City. El Pinto ligger 2 336 meter över havet och antalet invånare är 214.
Terrängen runt El Pinto är kuperad åt sydväst, men åt nordost är den platt. Runt El Pinto är det ganska tätbefolkat, med 72 invånare per kvadratkilometer. Närmaste större samhälle är Coroneo, 3,8 km nordväst om El Pinto. I omgivningarna runt El Pinto växer huvudsakligen savannskog.